# Fioritures (film, 1988)
Pour les articles homonymes, voir Fioriture.
Pour plus de détails, voir Fiche technique et Distribution.
Fioritures (Выкрутасы, Vykrutasy) est un film soviétique réalisé par Garri Bardine, sorti en 1988.

## Synopsis
Un homme fait de fil se protège du monde en transformant sa femme et son chien en fil barbelé.

## Fiche technique
- Titre : Fioritures
- Titre original : Выкрутасы (Vykrutasy)
- Réalisation : Garri Bardine
- Scénario : Garri Bardine
- Photographie : Vladimir Sidorov et Igor Skidan-Bosin
- Montage : Galina Filatova
- Production : Grigoriy Khmara (responsable de production)
- Société de production : Soyuzmultfilm
- Société de distribution : Arkéïon Films (France)
- Pays :  Union soviétique
- Genre : Animation
- Durée : 10 minutes
- Date de sortie : 
  - France : mai 1988 (Festival de Cannes)